# Dante Piani
Pour les articles homonymes, voir Piani.
Dante Piani (né le 12 octobre 1921 à Udine et mort le 26 novembre 2011 à Varazze) est un footballeur italien, qui évoluait au poste de gardien de but.

## Biographie
Dante Piani a été champion d'Italie lors de la saison 1946-1947 avec l'AC Torino.

## Clubs successifs
- 1945-1946 :  US Triestina
- 1946-1947 :  AC Torino
- 1947-1948 :  Lucchese Libertas
- 1948-1950 :  Genoa CFC
- 1950-1951 :  AC Torino
- 1951-1952 :  Savone FBC
- 1952-1953 :  US Foggia

## Palmarès
- Champion d'Italie en 1946-1947 avec l'AC Torino